# Palais des sports Marcel Cerdan
O Palais des sports Marcel Cerdan é uma arena esportiva coberta multiuso localizada em Levallois, Paris, França. É usado principalmente para sediar jogos de basquete. A arena leva o nome do boxeador francês Marcel Cerdan. A arena tem capacidade para 4.000 pessoas.

## História
A arena foi inaugurada originalmente em 1992. Já foi usada como sede dos clubes de basquete da Liga Francesa Paris BR, Levallois Sporting Club e Metropolitans 92.

## Ligação externa
- Página oficial